# Fiesta del bello encuentro

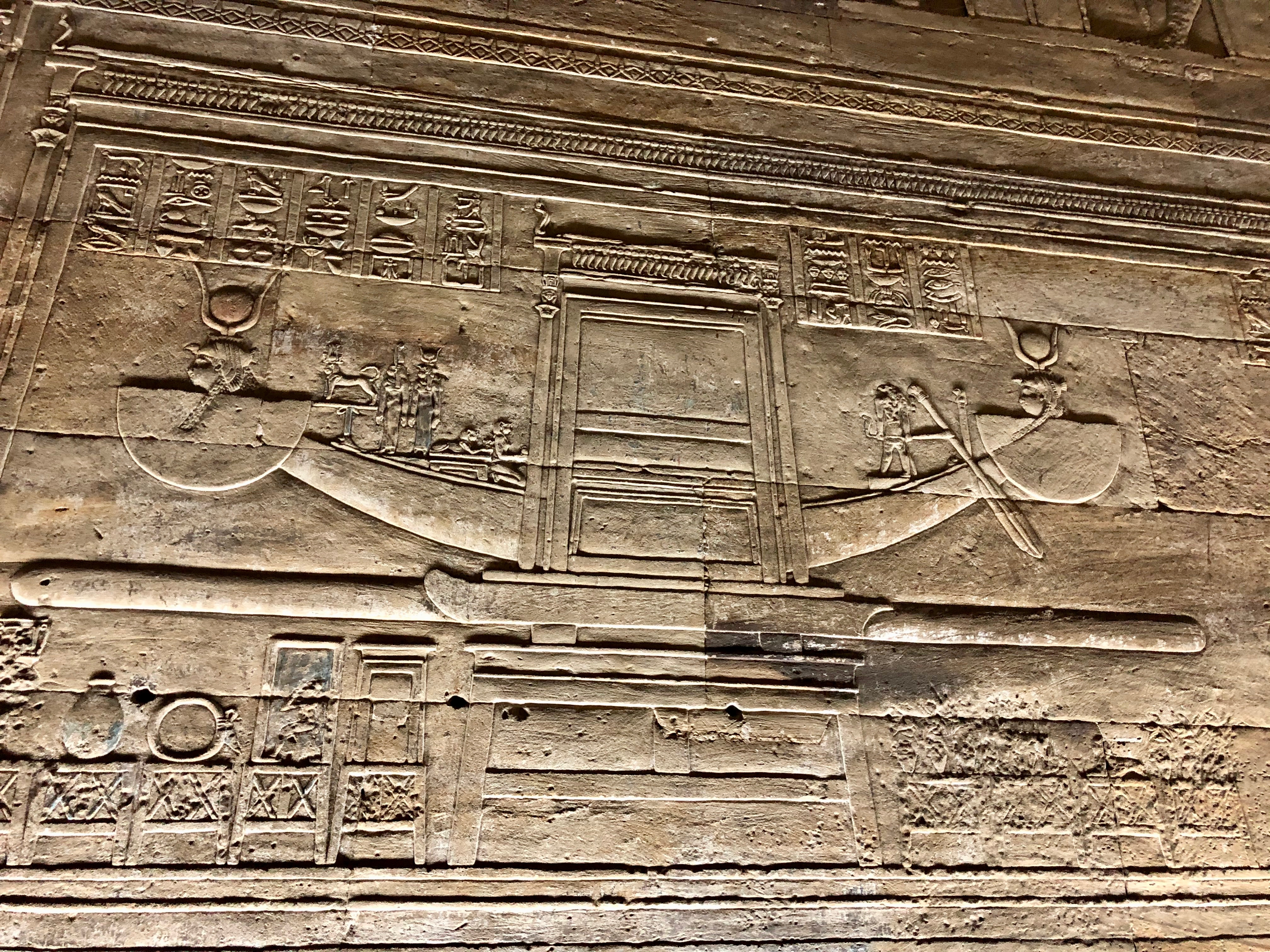
Barca sagrada en el templo de Hathor (Dendera).

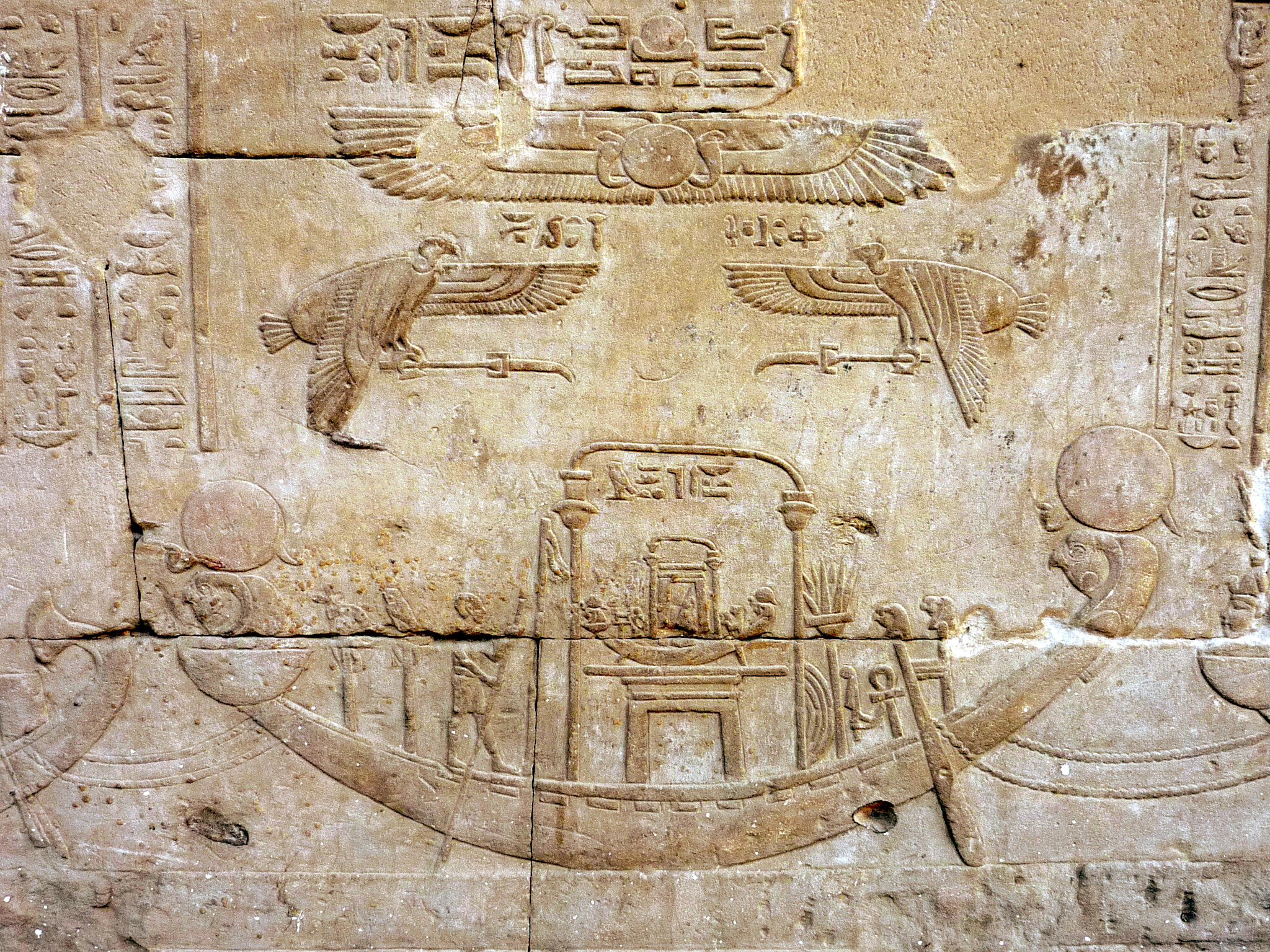
Detalle de la gran barca ceremonial transportando la barca sagrada de Horus de Edfu.

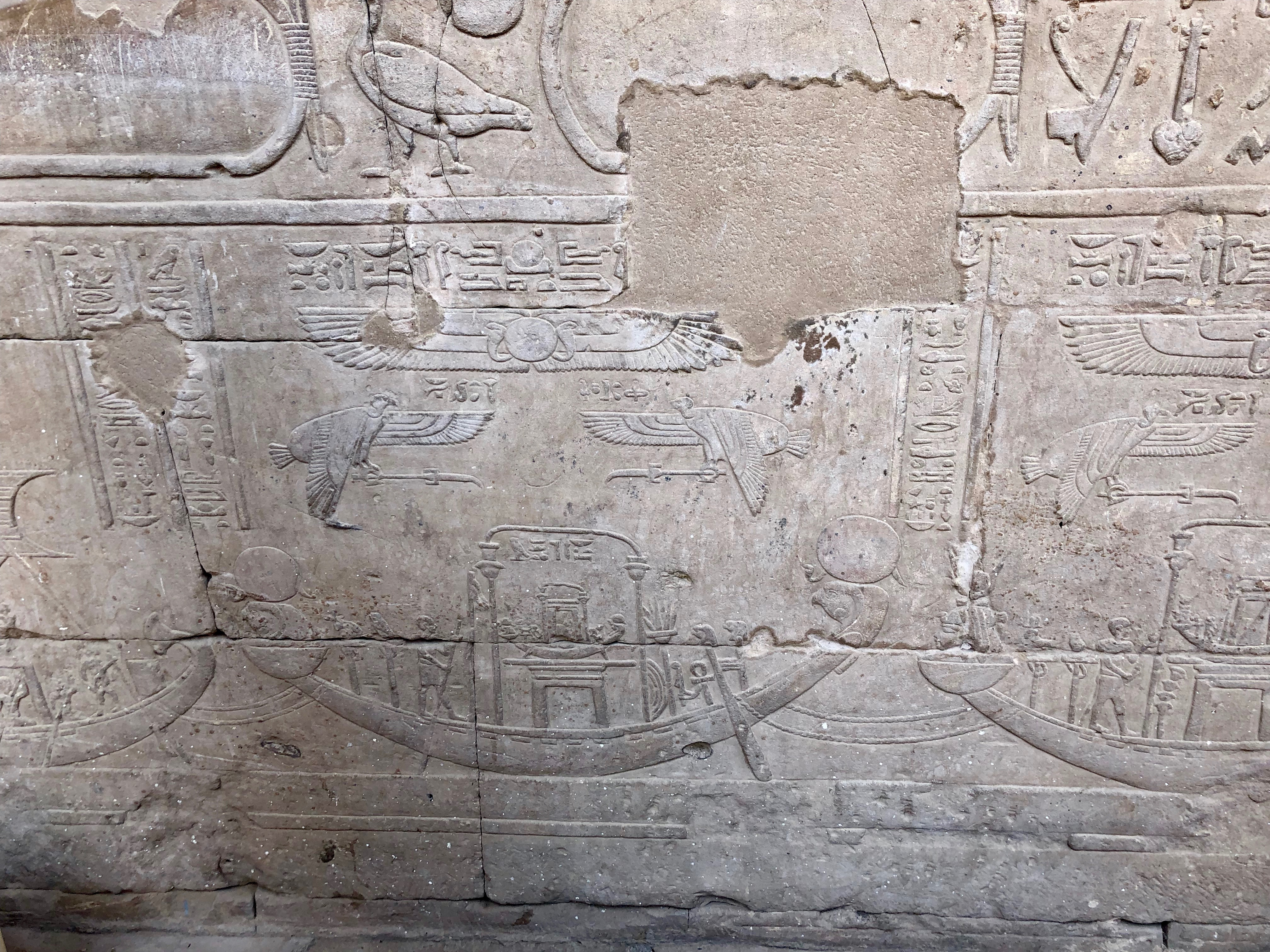
Procesión de barcas sagradas en el templo de Horus en Edfu.

La fiesta del bello encuentro o fiesta de la bella reunión era un ritual anual celebrado en el tercer mes de la estación de shemu o de la cosecha en el Antiguo Egipto por la que el dios Horus de Edfu se llegaba a encontrar con la diosa Hathor de Dendera para conmemorar su mítico matrimonio.

## Características
El calendario anual de fiestas, a menudo, permitía a los fieles participar en la adoración de la divinidad cuando su estatua era sacada del Sancta Sanctorum del templo colocándola en barcas ricamente decoradas que los sacerdotes llevaban a hombros, en procesión. Aunque durante la procesión, la imagen de la divinidad no estaría a la vista, sino que estaría encerrada o velada en la barca, era la ocasión donde más se podía acercar a la estatua divina.
Los rituales eran muy elaborados, incluyendo las ofertas de los primeros frutos de los campos, la conducción del ganado y la presentación de la tierra. De esta forma, el templo se preparaba para despedir a la diosa.
La procesión nupcial, que partía del templo de Dendera, debía avanzar por tierra, embarcaba en una barca ceremonial dorada denominada nb mrwt ("Señora del amor") en el Nilo y navegaba más de 170 kilómetros, río arriba hasta alcanzar el templo de Edfu de su esposo. El viaje duraba dos semanas, pues su llegada debía coincidir con la luna nueva y la festiva procesión se iba deteniendo en determinadas estaciones sagradas o santuarios, como en Karnak, para visitar a la diosa Mut (conocido por las inscripciones del templo de Edfu) o en la isla de File para encontrarse con la diosa Anuket en su templo.
Además de poder acercarse a la divinidad, por realizarse fuera de los templos, los fieles participaban a lo largo de la procesión y en las estaciones se realizaban rituales y ofrendas para celebrar la renovación de la tierra y las cosechas que salían de la misma. A lo largo de la fiesta, disfrutaban de comida y bebida proporcionada por los templos fuera de los terrenos sagrados.
Mientras la procesión se acercaba a Edfu, Horus, junto con Jonsu, partían en su propia barca procesional para encontrarse con ella en Uetyeset-Hor, al norte del templo de Edfu, el sitio originario del montículo primitivo del mito de la creación egipcio. Allí se reencuentra con su pareja y la deja embarazada. A continuación, las barcas navegan juntas hacia el destino final del embarcadero del templo de Edfu. Una vez arribados, las divinidades eran llevados en procesión terrestre, acompañados con danzas y música de sistros, al interior del templo donde la diosa permanecería junto al dios durante unos 14 días.
Los iconos sagrados de ambos dioses se colocaban juntos en el santuario del templo. Su reunión simbolizaba nueva vida, fertilidad y regeneración. A lo largo de las orillas del Nilo, los fieles observaban los rituales visibles y ya en el templo, se hacían ofrendas de los primeros frutos de las cosechas.
La culminación de la fiesta del bello encuentro, vendría cuando Hathor navegaría de regreso a Dendera para esperar el nacimiento del niño concebido en Edfu, Hor-sma taui u "Horus el Unificador", el rey que unificaría el país.